# Nikolaes Knüpfer

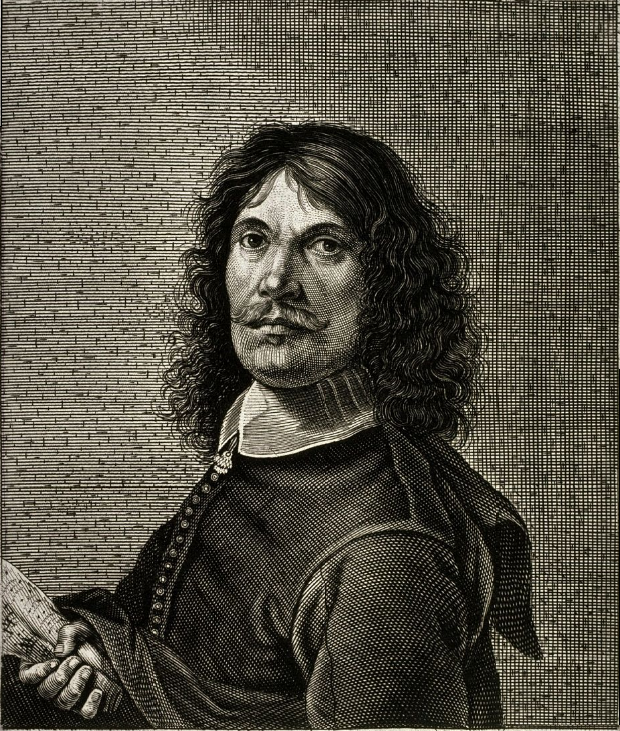
Självporträtt, gravyr av Pieter de Jode II efter en målning av Nikolaes Knüpfer

Nikolaes Knüpfer, född omkring 1609, död 1655, var en tysk-nederländsk målare.
Knüpfer tog intryck av Adam Elsheimer och Rembrandt, det senare visar sig bland annat i en liten gruppbild på museet i Dresden. I andra gallerier finns historiebilder av Knüpfer; i Kunstmuseet i Köpenhamn finns Pauls inför Festus och Agrippa samt en mytologisk scen.